# Hoobastank
Hoobastank – zespół rockowy ze Stanów Zjednoczonych, powstały w Los Angeles w 1994 roku. Wokalista, Doug Robb, spotkał się z gitarzystą Danem Estrinem w szkole średniej na konkursie zespołów. Wtedy też postanowili założyć swój własny, do którego dołączyli później Markku Lappalainen i Chris Hesse. Nazwa, Hoobastank, nie oznacza nic konkretnego – w wywiadzie dla Lunch Yahoo Doug powiedział: Zamierzasz zapytać, co to znaczy, ale to nie ma żadnego znaczenia. Po prostu jest świetne.
Niektóre źródła podają jednak, że hoobastank to motyl z południowej Ameryki bądź Australii, który wydziela przykry zapach, by się bronić.

## Muzycy

### Obecny skład zespołu
- Douglas Robb – śpiew
- Dan Estrin – gitara
- Chris Hesse – perkusja
- Jesse Charland - od 2009 roku - gitara basowa

## Dyskografia
- Muffins (1997)
- They Sure Don't Make Basketball Shorts Like They Used To (1998)
- Hoobastank (2000)
- The Reason (2004)
- Every Man for Himself (2006)
- For(n)ever (2009)
- Fight Or Flight (2012)
- Push Pull (2018)

### Single
- Crawling in the Dark (2002)
- Up and Gone (2002)
- Running Away (2002)
- Remember Me (2002)
- Out of Control (2003)
- The Reason (2004)
- Same Direction (2004)
- Disappear (2005)
- If I Were You (2006)
- Born to Lead (2006)
- Inside of You (2006)
- My Turn (2008)
- So Close, So Far (2009)
- The letter (2009)
- Never Be Here Again (2010)
- Is This the Day? (2010)
- This is Gonna Hurt (2012)
- Can You Save Me? (2013)
- Incomplete (2013)
- More Beautiful (2018)
- Push Pull (2018)